# Ijtihad

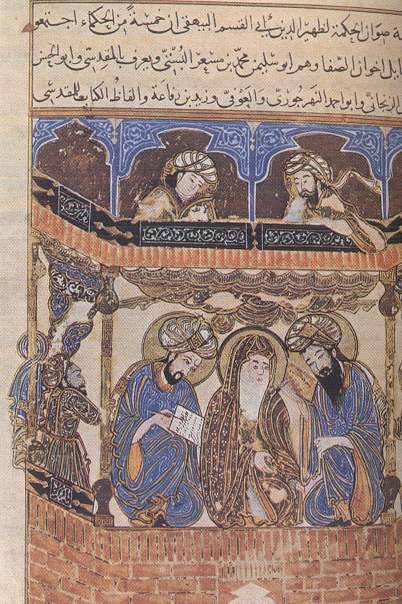
Islamisk målning av en muslimsk rättslärd och hans elever.

Ijtihad (arabiska: اجتهاد) är ett arabiskt ord som inom islam betyder möjlighet att med mänsklig aktivitet, det vill säga förnuft, självständigt tolka Koranen. Termen betyder "ansträngning". Den som utövar ijtihad, eller tolkar den islamiska rätten kallas mujtahid.
Ijtihad aktualiserades åter inom islamisk modernism i slutet av 1800-talet, och senare inom liberal islam, i diskussionen om hur sunna, i betydelsen Muhammeds normerande sed, bör tolkas och tillämpas. Ijtihad kan för förtydligande i detta sammanhang sättas i motsats till begreppet taqlid, ”imitation” som innebär en direkt imitation av exempel i hadith (där Muhammeds sunna finns), eller i Koranen. Ijtihad, ”ansträngning” innebär istället att söka exemplets princip genom tolkning av Muhammeds agerande, syfte och ändamål genom att se till dess íllia, ratio legis, dvs ”orsak”. Detta kan ses som en nytolkning då tillämpning kan ske efter nutida sammanhang och omständigheter. Begreppet ijtihad används vid denna tolkning i nära koppling till modernistisk islamtolkning.
Ijtihad är en term av yttersta vikt gällande den moderna utvecklingen av islam från slutet av 1800-talet och framåt. Jamal al-din al-Afghani (d. 1897), förgrundsgestalt för en antikolonial islamistisk reformrörelse, menade att just ijtihad kan förena islam med det moderna samhället. Motsättningen i ijtihad och denna åsikt är hur ett tillbakasträvande till sann islam, samtidigt kan verka framåtsträvande.

## Ijtihad i andra sammanhang och med annorlunda betydelse
Ijtihad är ett begrepp som ibland används i andra sammanhang och kan ges annan betydelse och tolkning än ovan nämnda. Vissa menar att begreppet är ett av de mest missbrukade begreppen i samband med diskussion om islamsk lag. Han menar att begreppet ofta används som en nyckel för att anpassa sharia, det vill säga islamisk lag, efter moderna förhållanden.
Begreppet ges ibland likartad betydelse som begreppet ra'y. Begreppet ijtihad al-raý förekommer, då med betydelsen skapandet av lagregler baserat på personliga uppfattningar oberoende av uppenbarelsen. Andra åsikter förekommer om motsatsen, det vill säga att ijtihad innebär att sortera ut personliga uppfattningar från lagen och återvända till uppenbarelsen.
Begreppet används i sammanhanget där man talar om att dörren till tolkning (det vill säga itjihad) är stängd. Man syftar här på att man kunnat uttyda att man runt år 1000 slutade omtolka hadith och Koranen, det vill säga dörren till nya omtolkningar stängdes. Det pågår en diskussion kring om detta är verklighet eller om det är en myt.
Termen ijtihad används av Esposito i bemärkelsen självständig analys, eller tolkning av den islamska rätten, nytolkning.
Som term i juridisk metodologi ges begreppet betydelsen av ansträngning för att göra största möjliga insats för att upptäcka utslaget i specifik juridisk fråga på basis av tolkning av uppenbarelsen i ljuset av alla regler.